# Oční koule
Oční koule (latinsky bulbus oculi) je spolu s přídatnými očními orgány (organa oculi accessoria) součástí oka – zrakového aparátu. Její tvar má přibližně kulovitý charakter a stěnu tvoří tři vrstvy: zevní vazivová (tunica fibrosa, externa), střední cévnatá (tunica vasculosa, media) a vnitřní (tunica nervosa, interna).
Oční kouli chrání zpředu víčka (palpebrae), ze stran a v zadní části kostěná očnice (orbita), v níž je koule uložena do tukového polštáře. Ten vytváří fyziologické podmínky pro její pohyb ve frontální rovině, jenž je umožněn kontrakcí okohybných svalů (mm. bulbi).

## Přehled

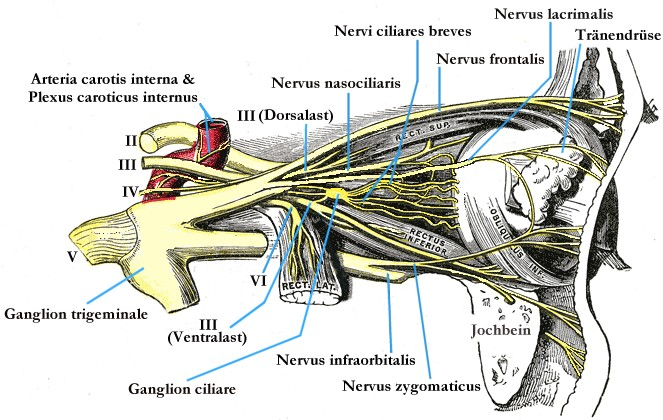
Inervace oka

Oční koule je uložená v kostěné očnici (orbita) na tukovém polštáři (corpus adiposum). V hrotu očnice (apexu) z oka vystupuje zrakový nerv a vstupuje tepna zásobující oko. Jedná se také o místo vstupu nervů inervujících oční svaly. Povrchovou vrstvu tvoří tuhá a bílá vazivová blána bělima (sclera) o průměru 0,3 – 2 mm, do níž se upínají okohybné svaly. Vpředu přechází v bezcévnatou rohovku, která má vyšší vyklenutí než bělima (tvar hodinového sklíčka). Při dotyku rohovky se vybavuje nepodmíněný reflex – sevření víček. Její patologické zakřivení způsobuje astigmatismus.
Střední lamina – tunica vasculosa, neboli živnatka (uvea), je charakterizovaná bohatým cevním zásobením a pigmentovými buňkami. Má hnědočervené zbarvení a zadní část tvoří cévnatka (choroidea). Vpředu přechází v řasnaté tělísko (corpus ciliare), jež představuje paprsčitě uspořádaný val z hladké svaloviny. Těleso je na povrchu opatřeno četnými výběžky, na něž je tenkými vlákny zavěšena čočka (lens). Díky stahům nitroočních svalů dochází k její akomodaci a změně optické mohutnosti. Tímto mechanizmem nastává buď vypouknutí čočky se zaostřením na blízko (při mióze), nebo zploštění se zaostřením na dálku (při mydriáze). Z krve protékající vlásečnicemi řasnatého tělesa filtrace se tvoří komorová voda (humor aquosus), jež vyplňuje přední oční komoru. Komorová voda vyživuje bezcévnaté části oka a udržuje jeho tvar. Denní produkce činí cca 3 ml a její nitrooční tlak dosahuje výše 14–17 mm Hg. Supluje také úlohu mízy. Vstřebává se v iridokorneálním úhlu (angulus iridocornealis), jenž se nachází v místě spojení skléry a rohovky. Vzadu obsahuje trámčinu, tzv. Fontanovy prostory (spatia anguli i.c.). Podílí se na udržování nitroočního tlaku a nekomunikuje se Schlemmovým kanálem. Zadní komora za čočkou je vyplněna sklivcem (corpus vitreum), tekutinou s 99% podílem vody. Obsahuje také hyaluronovou kyselinu a není schopen obnovy. Při zranění dochází k jeho výtoku a následné náhradě komorovou vodou.
Přední a zadní oční segment předělují čočka (lens) a duhovka (iris). Čočka má tloušťku 4 mm a je zavěšena na řasnatém tělesu. Představuje průhlednou dvojvypuklou (bikonvexní) spojku s více zakřivenou zadní plochou. Její funkcí je lámat paprsky tak, aby se sbíhaly na sítnici, čímž se podílí na zrakové ostrosti. Duhovka má tvar kruhového terčíku z hladkého svalstva. Kruhový otvor uprostřed se nazývá zornice (zřítelnice, pupila) s funkcí clony. Paprsčitě nebo kruhovitě uspořádaná svalovina rozšiřuje (mydriáza) nebo zužuje (mióza) zornici. V duhovce jsou pigmentové buňky, jejichž množství a hloubka uložení určují její barvu (modré mají pigmentu nejméně, hnědé a černé nejvíce). Tato pigmentová vrstva zabraňuje, aby paprsky vnikaly do oka jinudy než zornicí.
Vnitřní vrstvu – tunicu nervosa, tvoří sítnice (retina). Jedná se o jemnou mnohovrstevnou blánu silnou přibližně 0,2 – 0,4 mm. Nacházejí se v ní převodní neurony (gangliové a bipolární buňky), asociační neurony (horizontální a amakrinní buňky), světločivné neurony (tyčinky a čípky), a také podpůrné Müllerovy buňky (makroglie). Tyčinek (bacilli) je asi 130 miliónů. Rozlišují pouze odstíny šedi a zajišťují černobílé vidění. Jejich činnost umožňuje oční purpur – rodopsin (vitamín A a bílkovina opsin). Nejsou přítomny ve žluté skvrně. Čípků (coni) je asi 7 milionů. Umožňují barevné vidění díky třem typům citlivých buněk na různé vlnové délky. Vitamín A se zde váže na tři různé opsiny s citlivostí na červené, zelené a modré světlo. Největší nakupení čípků leží přibližně 4 mm od slepé skvrny na mírně vkleslém místě sítnice, tzv. žluté skvrně (macula lutea), která je místem nejostřejšího vidění. Naopak slepá skvrna (discus n. optici) je prostorem, kde zrakový nerv opouští oční kouli a neobsahuje žádné tyčinky ani čípky.

## Anatomie

### Tunica fibrosa
Tunica fibrosa (externa):

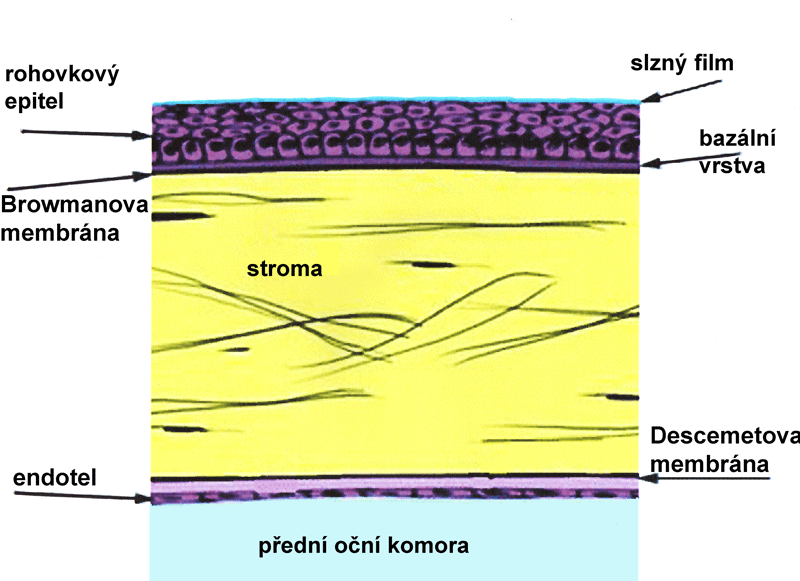
Příčný řez rohovky

- rohovka (cornea), představuje bezbarvou strukturu, v průměru tlustší než bělima, která neobsahuje žádné cévy, histologicky se skládá z pěti vrstev:
  1. přední epitel rohovky – vícevrstevný dlaždicový nerohovějící epitel (5–6 vrstev buněk).
  2. Bowmannova membrána – kolagenní vlákna, má nebuněčný charakter.
  3. substantia propria corneae – 50 až 60 vrstev svazků rovnoběžných kolagenních fibril, které se kříží přibližně v pravém úhlu,
  4. descemetská (Descemetova) membrána – má charakter bazální laminy.
  5. zadní epitel rohovky – jednovrstevný plochý epitel,
- bělima (sclera)
  - tvoří ji husté kolagenní vazivo,
  - představuje 5/6 plochy zevní vrstvy.

### Tunica vasculosa
Tunica vasculosa (media), neboli živnatka (uvea) je střední vrstva hustě prostoupena cévami (vaskularizována). Obsahuje řídké kolagenní vazivo bohaté na fibroblasty a melanocyty. Její součástí jsou:
- cévnatka (choroidea), čtyřvrsetvná,
  1. lamina suprachoroidea – vrstva řídkého kolagenního vaziva,
  2. zona vasculosa,
  3. lamina choriocapillaris – představuje anastomózujíci síť krevních kapilár,
  4. lamina vitrea (Bruchova membrána),
- řasnaté těleso (corpus ciliare) má podobu mezikruží a trojúhelníkový průřez, obsahuje řasy (plicae ciliares),
  - vnější část: orbiculus ciliaris – musculus ciliaris je parasympaticky inervovaný hladký sval složený z jemných vláken (fibrae meridionales, radiales, circulares, longitudinales), jehož stahy umožňují akomodaci čočky,
  - vnitřní část: corona ciliaris je tvořena řídkým kolagenním vazivem,
- duhovka (iris), čtyřvrstevný plochý orgán vzhledu mezikruží, plnící roli clony; obsahuje zornici (pupilla), jejíž průsvit je modifikován hladkými svaly: musculus sphincter pupillae s kruhovými snopci zásobenými parasympatikem, výsledkem stahu je mióza (miosis), tj. zúžení; musculus dilatator pupillae s vějířovitými snopci zásobenými sympatikem, výsledkem stahu je mydriáza (mydriasis), tj. rozšíření,

1. přední epitel duhovky,
2. přední vrstva hraniční,
3. stroma iridis,
4. pars iridica retinae.

### Tunica nervosa

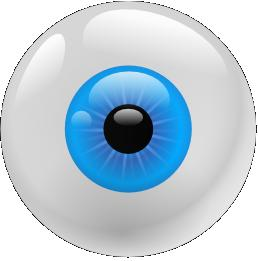
Schéma oční koule s centrálně postavenou zornicí a duhovkou, pohled zpředu

Tunica nervosa (interna) je tvořena sítnicí (retina), jejíž součástí je pigmentová část obsahující buňky jednovrstevného kubického epitelu s těsnými mezibuněčnými spoji. Ty plní funkci výživy senzorických buněk, obnovují fotopigment a obsahují melaninová granula. Druhou služkou je senzorická část obsahující světločivné buňky – tyčinky a čípky, převodní neurony (bipolární), asociační neurony (horizontální, amakrinní buňky), stejně tak jako podpůrné Müllerovy buňky (makroglie).
- sítnice (retina)
  - pars caeca retinae
    - pars ciliaris retinae,
    - pars iridica retinae,

  - ora serrata
  - pars optica retinae, desetivrstevná, obsahuje slepou skvrnu (discus n. optici), v níž chybí světločivné elementy, a žlutou skvrnu (macula lutea) zajišťující nejostřejší vidění
(vrstvy řazeny od nejzevnější po nejvnitřnější),
    1. pigmentový epitel,
    2. vrstva tyčinek a čípků – tyčinky (bacilli) zajišťující černobílé vidění, čípky (coni) s fotopigmentem jodopsinem zajišťující barevné vidění díky třem typům buněk citlivým na vlnové délky: 420 nm (modrá), 535 nm (zelená) a 565 nm (červená),
    3. membrana limitans externa,
    4. zevní vrstva jádrová,
    5. zevní vrstva plexiformní,
    6. vnitřní vrstva jádrová,
    7. vnitřní vrstva plexiformní,
    8. vrstva gangliových buněk,
    9. vrstva nervových vláken,
    10. membrana limitans interna.

## Galerie

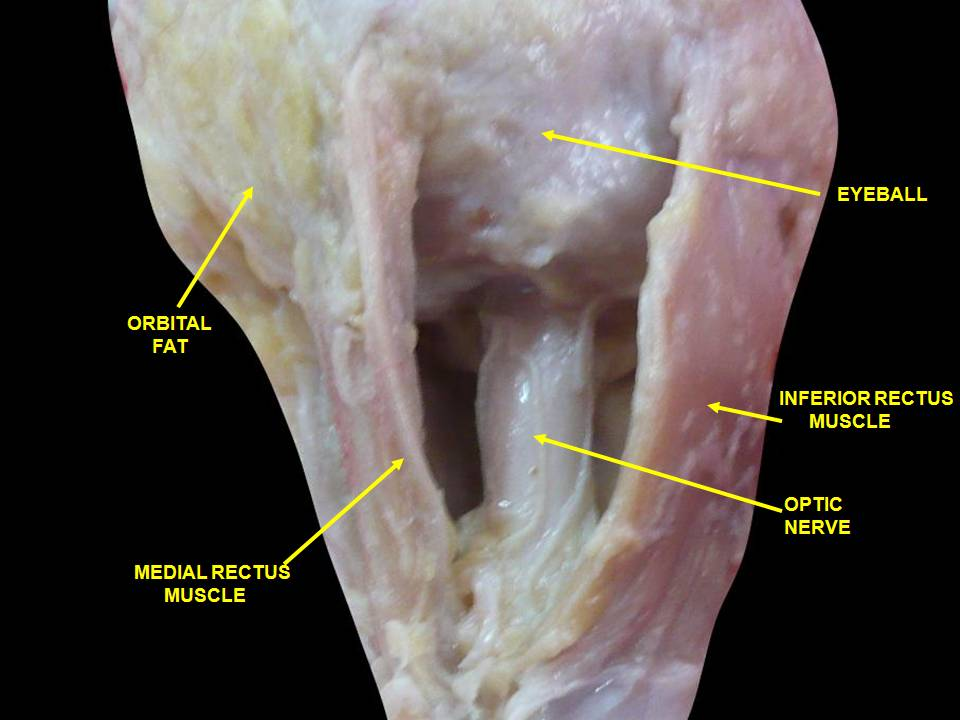
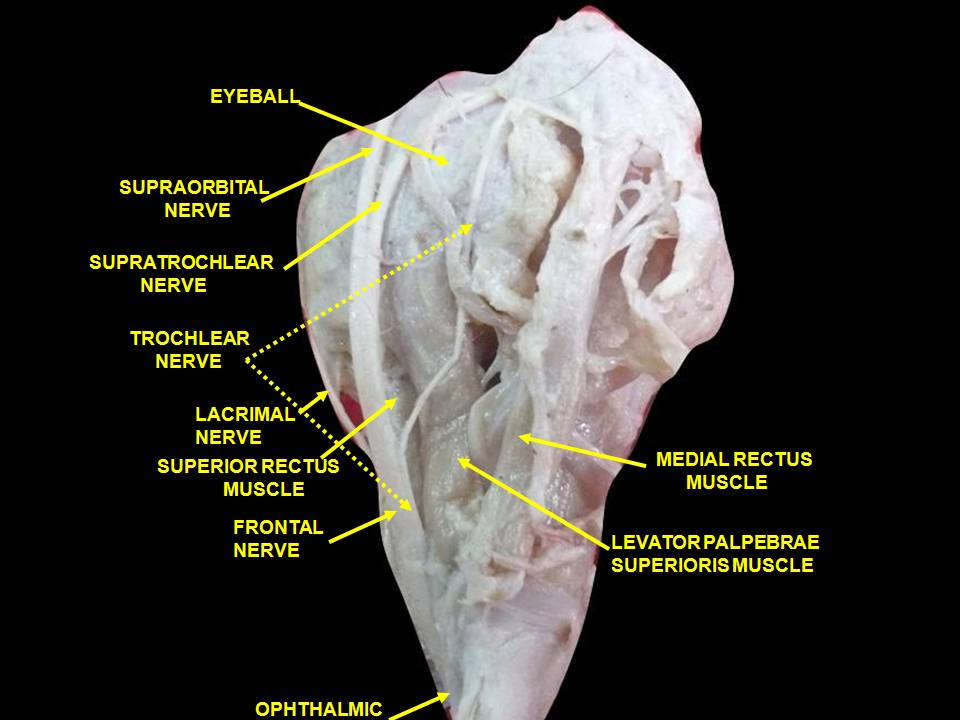
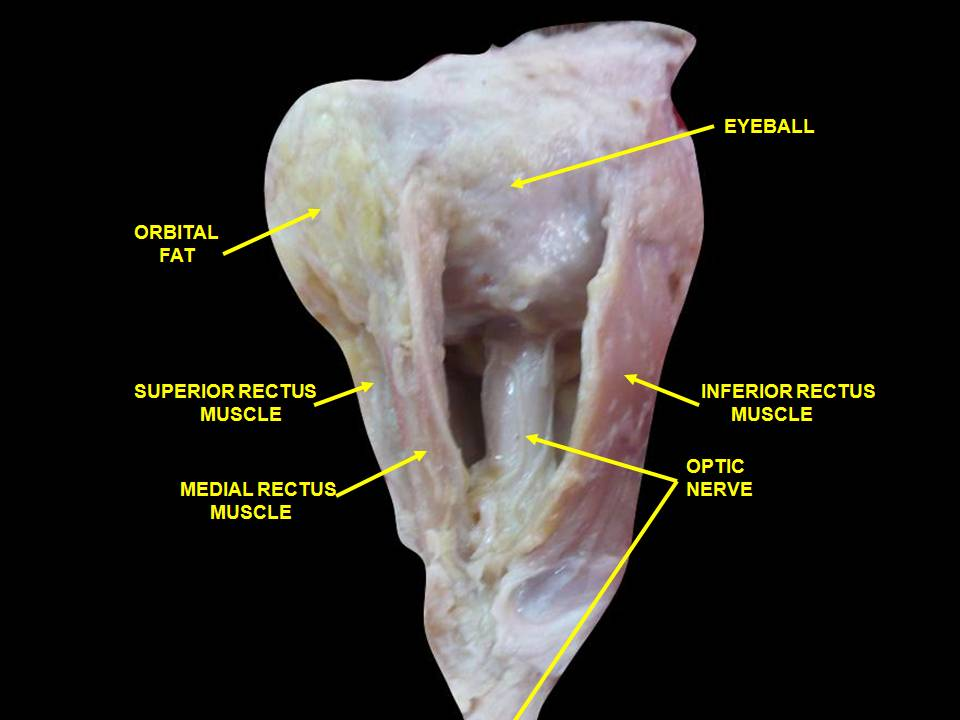
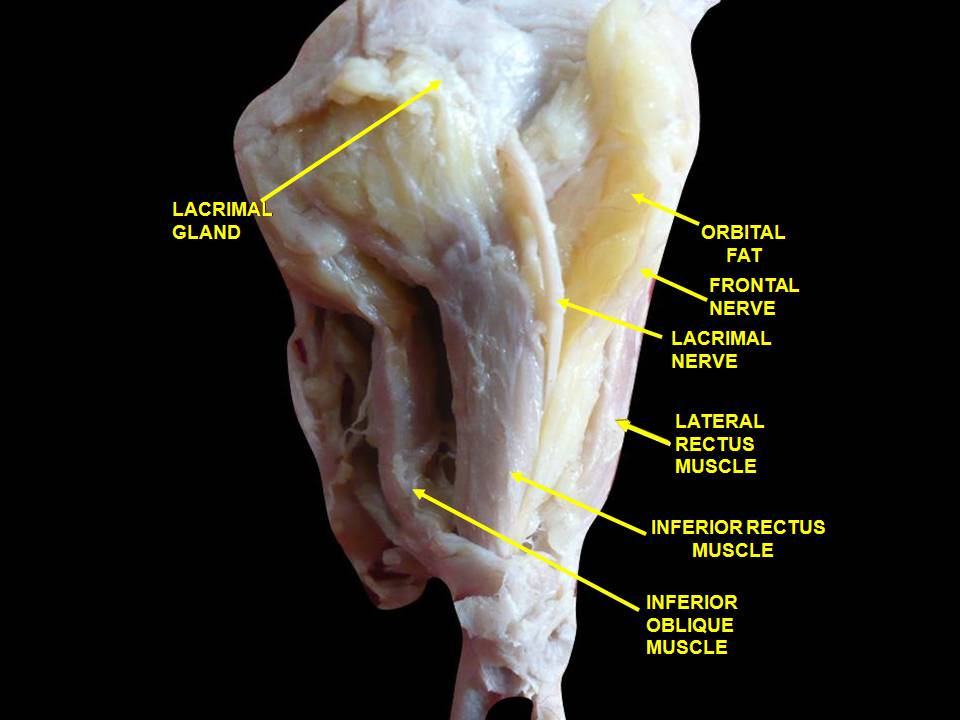
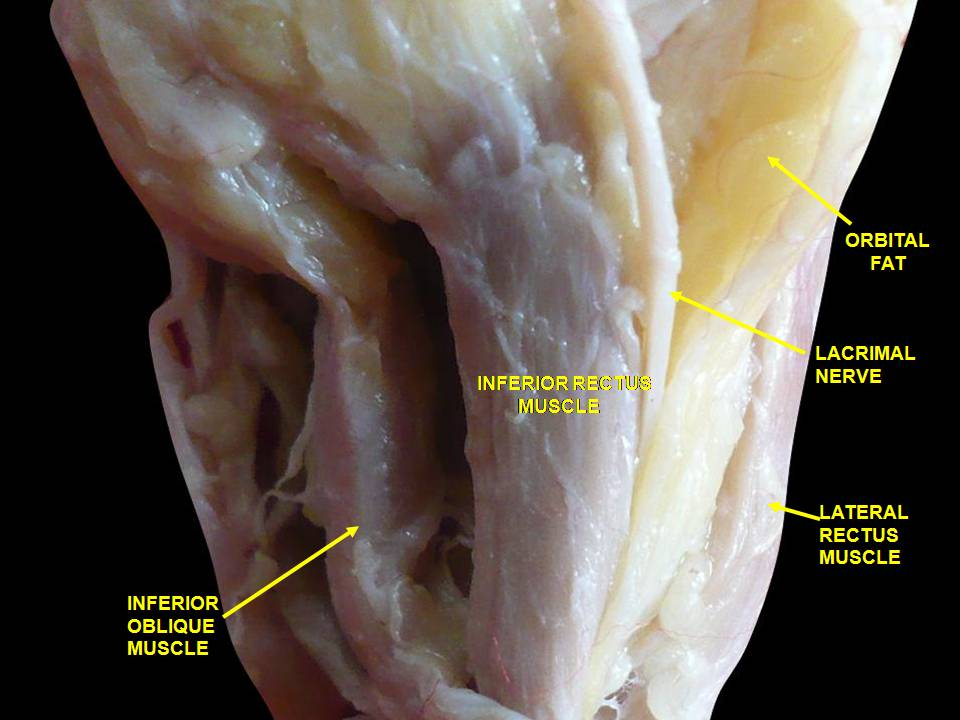

## Oční koule u živočichů
Dravý dinosaurus druhu Tyrannosaurus rex měl průměr oční bulvy, na základě velikosti očnic v lebce, odhadován až na 12 centimetrů.